# Visoko (Chorvatsko)
Visoko je vesnice a správní středisko stejnojmenné opčiny v Chorvatsku ve Varaždinské župě. Nachází se na úpatí pohoří Kalnik, asi 15 km jižně od města Novi Marof asi 32 km jižně od Varaždinu. V roce 2011 žilo ve Visoku 493 obyvatel, v celé opčině pak 1 518 obyvatel.
Součástí opčiny je celkem sedm samostatných, trvale obydlených vesnic.
- Čanjevo – 184 obyvatel
- Đurinovec – 135 obyvatel
- Kračevec – 135 obyvatel
- Presečno Visočko – 180 obyvatel
- Vinično – 277 obyvatel
- Visoko – 493 obyvatel
- Vrh Visočki – 114 obyvatel

Opčinou procházejí župní silnice Ž2175 a Ž2244. Západně prochází dálnice A4 a protéká řeka Lonja. Nachází se zde kostel Nejsvětější Trojice.
Ve znaku Visoka se žlutým pozadím je kos stojící na zeleném kopci držící v zobáku dvě švestky. Vlajka zahrnuje znak na modrém pozadí.